# Ломовате
Ломовате — колишнє село Черкаського району Черкаської області. Наприкінці 1950-х років, затоплене водами Кременчуцького водосховища.

## Історія
Згадки про це село є в «Сказаннях о населенных местностях Киевской губернии» (1865 р.):
|  | ...Ломоватое, село в двух верстах от Ходяков, среди лугов над Днепром; жителей обоего пола: православних 1535, евреев 10. В 1741 году считалось 150 дворов, а жителей до 1000 душ. Ломоватое также иногда называется местечком от того, что в прошлом веке, во время владения Черкаским староством князя Сангушки, здесь учреждены были ярмарки, но они в скорости переведены в село Ходяки. Церковь во имя Рождества Господня, 5-го класса; земли имеет 42 десятины; построена, как записано в визите за 1741 год Мошенского деканата, в 1719 году. В 1838 году она возобновлена старанием прихожан, с поднятием на каменный фундамент, и исправлением крыши. Колокольня нанешняя построена в 1851 году.... |

|  | ...Ломоватое — местечко Киевской губернии, Черкасского уезда. Жителей 2844, дворов 417, 2 православных церкви, школа. Жители занимаются огородничеством. |

Перша згадка про Сагунівку та Ломовате 
(лат. Lomowety bjrek)

(пол. Lomowety borek)

припадає на 20-30-ті pp. XVII ст. Села зазначені на карті французького інженера Гійома Левассера де Боплана.
Привілеєм короля Станіслава-Августа від 10 листопада 1791 р. Ломоватому було надано права містечка, а також герб: "На срібному тлі брама з однією вежею, а в тій брамі стоїть озброєний воїн".
За другим поділом Польщі у 1793 р. правобережні українські землі, у тому числі й Сагунівка та Ломовате, відійшли до Росії. Після приєднання до Російської імперії герб містечка Ломовате (фр. Lomowatoje, рос. Ломоватое .) не використовувався, а за лояльність міщан до польського короля, навіть базар і право на проведення трьох щорічних ярмарок було передано в сусіднє с. Худяки.

Черкаський район багатий на археологічні знахідки козацької доби. Тут виявлено 47 козацьких могил. У придніпровських плавнях біля села було велике озеро, яке називалося «Козацьким». За переказами, у ньому було потоплено шляхтою багато козаків і повстанців.
У 1928 р. в Ломоватому створено перші ТСОЗи. В січні 1930 р. на їх базі організовано колгоспи "Комунар" у Сагунівці та ім. Леніна в Ломоватому.
Наприкінці 1950-х років у зв'язку з будівництвом Кременчуцької ГЕС територія Ломоватого підлягала зотопленню. Більшість населення було перейшла до зановоствореногосела, що зберегло назву сусідньої Сагунівки, територія якої також була затоплена.  

## АТП (адміністративно-територіальний поділ)
- 1900[6]
  - Російська імперія \ Київська губернія \ Черкаський повіт \ Худяківська волость \ село Ломовате (№ 1773)
- 01.09.1946[7]
  - СРСР \ УРСР \ Київська область \ Черкаський район \ Ломоватська сільська рада \ село Ломовате (№ 1879)